# The Singles: 1969–1973
The Singles: 1969–1973 é um álbum de The Carpenters, lançado em 1973.